# L’Hôpital-du-Grosbois
L’Hôpital-du-Grosbois ist eine französische Gemeinde mit 605 Einwohnern (Stand: 1. Januar 2022) im Département Doubs in der Region Bourgogne-Franche-Comté.

## Geographie
L’Hôpital-du-Grosbois liegt auf 565 m über dem Meeresspiegel, zehn Kilometer westlich von Valdahon und etwa 16 Kilometer ostsüdöstlich der Stadt Besançon (Luftlinie). Das Dorf erstreckt sich im Jura, im Westen des Plateaus von Valdahon, am südlichen Rand des Waldgebietes Forêt du Gros-Bois.
Die Fläche des 7,84 km² großen Gemeindegebiets umfasst einen Abschnitt des französischen Juras. Der südliche Teil des Gebietes wird vom Plateau von Valdahon eingenommen, das durchschnittlich auf 560 m liegt. Es ist vorwiegend von Acker- und Wiesland, teils auch von Wald bestanden. Das Plateau besitzt keine oberirdischen Fließgewässer, weil das Niederschlagswasser im verkarsteten Untergrund versickert. Im Norden wird das Plateau vom Höhenrücken der Côte d’Anroz (hier wird mit 681 m die höchste Erhebung von L’Hôpital-du-Grosbois erreicht) und im Nordwesten von der Höhe des Mont Bon (bis 650 m) begrenzt. Ein Großteil dieses Höhenrückens ist bewaldet (Forêt du Gros-Bois). Ganz im Norden erstreckt sich das Gemeindeareal bis an den Rand des Beckens von Saône.
Nachbargemeinden von L’Hôpital-du-Grosbois sind Naisey-les-Granges im Norden, Verrières-du-Grosbois und Étalans im Osten, Charbonnières-les-Sapins im Süden sowie Trépot und Mamirolle im Westen.

## Geschichte
L’Hôpital entstand im Mittelalter durch die Gründung eines Hospitals, das 1453 an das Hospital Saint-Jacques in Besançon kam. Zusammen mit der Franche-Comté gelangte das Dorf mit dem Frieden von Nimwegen 1678 an Frankreich. Heute ist L’Hôpital-du-Grosbois Mitglied des Gemeindeverbandes Loue-Lison.

## Sehenswürdigkeiten
|  |  |

Die Kirche Saint-Denis in L’Hôpital-du-Grosbois wurde im 18. Jahrhundert erbaut.

## Bevölkerung
| Jahr                       | 1962 | 1968 | 1975 | 1982 | 1990 | 1999 | 2006 | 2016 |
| Einwohner                  | 219  | 257  | 279  | 349  | 349  | 377  | 488  | 593  |
| Quellen: Cassini und INSEE |      |      |      |      |      |      |      |      |

Mit 605 Einwohnern (1. Januar 2022) gehört L’Hôpital-du-Grosbois zu den kleinen Gemeinden des Départements Doubs. Nachdem die Einwohnerzahl in der ersten Hälfte des 20. Jahrhunderts abgenommen hatte (1911 wurden noch 322 Personen gezählt), wurde seit Beginn der 1960er Jahre wieder ein deutliches Bevölkerungswachstum verzeichnet.

## Wirtschaft und Infrastruktur
L’Hôpital-du-Grosbois war bis weit ins 20. Jahrhundert hinein ein vorwiegend durch die Landwirtschaft (Ackerbau, Obstbau und Viehzucht) und die Forstwirtschaft geprägtes Dorf. Daneben gibt es heute einige Betriebe des lokalen Kleingewerbes. Mittlerweile hat sich das Dorf auch zu einer Wohngemeinde gewandelt. Viele Erwerbstätige sind Wegpendler, die in den größeren Ortschaften der Umgebung oder in der Agglomeration Besançon ihrer Arbeit nachgehen.
Die Ortschaft ist verkehrstechnisch gut erschlossen. Sie liegt nahe der Hauptstraße N57, die von Besançon nach Pontarlier führt. Seit dem Bau der vierspurigen Umfahrungsstraße ist der Ortskern vom Durchgangsverkehr entlastet. Weitere Straßenverbindungen bestehen mit Charbonnières-les-Sapins, Trépot und Naisey. L’Hôpital-du-Grosbois besitzt einen Bahnhof an der Eisenbahnlinie von Besançon nach Le Locle. Hier befand sich die Anbindung der mittlerweile stillgelegten Seitenlinie nach Ornans.